# Циренниково
Циренниково (рос. Циренниково) — присілок в Котлаському районі Архангельської області Російської Федерації.
Населення становить 9 осіб. Входить до складу муніципального утворення Котласький муніципальний округ.

## Історія
До 2022 року входило до складу муніципального утворення Сольвичегодське поселення.

## Населення
| 2002 | 2010 | 2012 |
| ---- | ---- | ---- |
| 9    | ↗12  | ↘9   |